# 入谷の不動明王坐像
入谷の不動明王坐像（いりたんのふどうみょうおうざぞう）は、富山県南砺市利賀村百瀬川字東山にある石仏。
1970年（昭和45年）8月31日に利賀村の天然記念物に指定され、利賀村が南砺市に合併した後も市の指定文化財とされている。

## 概要
利賀村字百瀬川（旧下百瀬川村）には島地・入谷・谷内・菅沼などの集落が点在しており、その中で入谷の祠に不動明王像が砂岩に半肉彫りされている。この不動明王像は入谷の旧家甚九郎の屋敷から、家人に夢のお告げがあって出土したと伝えられている。
一般的に不動明王像は遍身の火焔右手に宝剣（刀）・左手に羂索という形態を取ることが多いが、入谷の像は蛇形の竜索を左手に持つのが特徴的である。百瀬川を遡った先には修験的信仰の霊山と仰がれてきた金剛堂山が位置しており、この一帯には奈良時代ころより山岳信仰が広まっていたと考えられている。入谷の氏神社である百瀬川加茂社がかつて「大日堂」と称されていたことも含め、入谷の不動明王像は金剛堂山をめぐる信仰と歴史を伝える貴重な文化財の一つと評価されている。